# Kim Se-rong
Kim Se-rong (김세롱?; Incheon, 8 giugno 1986) è un'ex cestista sudcoreana.

## Carriera
Con la Corea del Sud ha disputato i Campionati mondiali del 2006.